# Glossaire de l'immobilier

## 0-9
- 1 % logement

- Haut – A
- B
- C
- D
- E
- F
- G
- H
- I
- J
- K
- L
- M
- N
- O
- P
- Q
- R
- S
- T
- U
- V
- W
- X
- Y
- Z
- 0-9

## A
- Abus de majorité en copropriété
- Achat en état futur d'achèvement (en France)
- Acquêts
- Acquisition de parties communes en copropriété
- Acte notarié
- Acte sous seing privé : acte rédigé et signé par les parties ne nécessitant pas la validation d'un officier public. S'oppose à un acte notarié ou authentique.
- Association foncière urbaine (en France)
- Agence de l'environnement et de la maîtrise de l'énergie (ADEME) (France)
- Agence nationale pour l'information sur le logement (ANIL) (France)
- Agence nationale pour la rénovation urbaine (ANRU) (France)
- Agent général d'assurances
- Agent immobilier
- Aide personnalisée au logement (APL) (France) : aide à la personne accordée au titre de la résidence principale et destinée aux occupants d'un logement (locataires, propriétaires ou accédants à la propriété). Son montant est déterminé en fonction de plusieurs conditions de ressources et la situation familiale du bénéficiaire.
- ANAH (Agence nationale pour l'amélioration de l'habitat) (France) : agence subventionnant les travaux d'amélioration réalisés dans les logements situés dans des immeubles achevés depuis plus de 15 ans et appartenant à des propriétaires privés. Ces derniers logements doivent être donnés en location à titre de résidence principale.
- Appartement
- Architecte
- Assainissement
- Assiette foncière
- Association syndicale (en France)
- Autoconstruction
- A.V.A.P - Aire de mise en valeur de l'architecture et du patrimoine

- Haut – A
- B
- C
- D
- E
- F
- G
- H
- I
- J
- K
- L
- M
- N
- O
- P
- Q
- R
- S
- T
- U
- V
- W
- X
- Y
- Z
- 0-9

## B
- Back office (immobilier)
- Bail : document définissant les relations contractuelles entre propriétaire et locataire.
- Bail commercial (droit français)
- Bail emphytéotique
- Bail dérogatoire
- Bail professionnel
- Bail vert (France)
- Bâtiment
- Bâtiment industriel
- Bien foncier
- Bien immobilier
- Bloc d'immeubles
- Budget prévisionnel en Copropriété
- Bulle immobilière
- Bureau (immobilier)
- Bureau à cloisons

- Haut – A
- B
- C
- D
- E
- F
- G
- H
- I
- J
- K
- L
- M
- N
- O
- P
- Q
- R
- S
- T
- U
- V
- W
- X
- Y
- Z
- 0-9

## C
- Cadastre : document communal recensant toutes les propriétés foncières de ladite commune et fixant leur valeur locative sur la base des impôts locaux.
- Carte communale (France)
- Caution solidaire d’un particulier
- Cautionnement
- Centre d'affaires
- Chambre d'hôtes
- Coefficient d'occupation des sols : (COS) (France) : coefficient fixant le nombre de m² de surface hors œuvre nette pouvant être construite sur un terrain donné pour 1m² de terrain.
- Commission départementale de concilation relative au bail commercial (droit français)
- Congé en droit du bail commercial (droit français)
- Colocation
- Compromis de vente : acte juridique reliant et engageant à la fois le vendeur et l'acheteur d'un bien immobilier. Il correspond à une vente ferme.
- Conseil syndical : groupement d'individus composé de copropriétaires désignés par Assemblée Générale. A pour rôle la conservation du bien immobilier et l'administration des parties communes. Assiste le syndic et contrôle sa gestion.
- Conservateur des hypothèques
- Conservation des hypothèques
- Contrôle des loyers
- Convention Cidre
- Copropriété : bien immobilier appartenant à plusieurs personnes, séparément. Bien ainsi divisé en parties communes et parties privatives.
- Courtier d'assurances
- Courtier en crédits ou intermédiaire en opérations de banque et en services de paiement
- Coût de remplacement
- Crédit immobilier

- Haut – A
- B
- C
- D
- E
- F
- G
- H
- I
- J
- K
- L
- M
- N
- O
- P
- Q
- R
- S
- T
- U
- V
- W
- X
- Y
- Z
- 0-9

## D
- Dalle (Urbanisme sur)
- Dépréciation
- Destination et despécialisation dans le bail commercial
- Dérogation
- Détérioration
- Désuétude économique
- Désuétude fonctionnelle
- Développement durable
- Direction départementale de l'équipement (DDE) (France)
- Domaine public (France)
- Domotique
- Double vitrage • Double fenêtre
- Droit au logement
- Droit de l'urbanisme en France
- Droit de préemption : faculté d'acquérir un bien en priorité par rapport à tout autre acheteur.
- Droit de préemption urbain (en France)
- Droit de propriété
- Droit de propriété en France
- Droit d'usage et d'habitation  (DUH)
- Droit personnel
- Droit réel

- Haut – A
- B
- C
- D
- E
- F
- G
- H
- I
- J
- K
- L
- M
- N
- O
- P
- Q
- R
- S
- T
- U
- V
- W
- X
- Y
- Z
- 0-9

## E
- Écoconstruction
- Écoquartier
- Espace boisé classé (EBC) (en France)
- Étalement urbain
- État des lieux : document établissant, à l'entrée et à la sortie des lieux du locataire d'un logement, l'état de ce dernier. A pour but de faire preuve d'éventuelles dégradations déjà en place ou commises durant la durée de location.
- Évaluation immobilière
- Évaluation des risques-clients
- Expert immobilier

- Haut – A
- B
- C
- D
- E
- F
- G
- H
- I
- J
- K
- L
- M
- N
- O
- P
- Q
- R
- S
- T
- U
- V
- W
- X
- Y
- Z
- 0-9

## F
- Facteur de localisation
- Frais d'Agence Inclus (FAI)
- Frontage
- Foncier
- Fonds de roulement
- Frais de notaire
- Frais de notaire réduits (FNR)

- Haut – A
- B
- C
- D
- E
- F
- G
- H
- I
- J
- K
- L
- M
- N
- O
- P
- Q
- R
- S
- T
- U
- V
- W
- X
- Y
- Z
- 0-9

## G
- Garantie de prêt immobilier
- Géographie des bureaux
- Gérant d'immeuble
- Gestion immobilière
- Grand ensemble
- Gratte-ciel

- Haut – A
- B
- C
- D
- E
- F
- G
- H
- I
- J
- K
- L
- M
- N
- O
- P
- Q
- R
- S
- T
- U
- V
- W
- X
- Y
- Z
- 0-9

## H
- Habitat indigne
- Habitat insalubre
- Habitat passif
- Hall d'immeuble
- Hangar
- Haute qualité environnementale
- HLM
- HSP, abréviation de "Hauteur sous plafond"
- Hypothèque (France)
- Hypothèque rechargeable (France)

- Haut – A
- B
- C
- D
- E
- F
- G
- H
- I
- J
- K
- L
- M
- N
- O
- P
- Q
- R
- S
- T
- U
- V
- W
- X
- Y
- Z
- 0-9

## I
- Immeuble
- Immeuble d'habitation
- Immeuble de bureaux
- Immeuble de grande hauteur (IGH) (France)
- Immobilier d'entreprise
- Impôts locaux en France
- Indemnité d'éviction dans le bail commercial (droit français)
- Indice Case-Shiller
- Intermédiaire en opérations de banque et en services de paiement
- Inscription de privilège de prêteur de deniers
- Investissement immobilier locatif

- Haut – A
- B
- C
- D
- E
- F
- G
- H
- I
- J
- K
- L
- M
- N
- O
- P
- Q
- R
- S
- T
- U
- V
- W
- X
- Y
- Z
- 0-9

## J
- Jouissance
- Jour de souffrance

- Haut – A
- B
- C
- D
- E
- F
- G
- H
- I
- J
- K
- L
- M
- N
- O
- P
- Q
- R
- S
- T
- U
- V
- W
- X
- Y
- Z
- 0-9

## L
- Livre foncier (Alsace & Moselle)
- LOCA-PASS (France)
- Local d'habitation
- Local commercial
- Locataire
- Location saisonnière
- Logement
- Logement insalubre
- Logement social
- Loi de 1948
- Loi Scellier
- Longère
- Lotissement (France) : morcellement d'une propriété foncière par lots, en vue d'y construire des habitations.
- Loueur de meublé professionnel
- Loyer

- Haut – A
- B
- C
- D
- E
- F
- G
- H
- I
- J
- K
- L
- M
- N
- O
- P
- Q
- R
- S
- T
- U
- V
- W
- X
- Y
- Z
- 0-9

## M
- Mainlevée d'hypothèque ou de privilège de prêteur de deniers (droit français) : acte authentique rédigé devant un notaire qui arrête les effets d'une saisie, d'une opposition ou d'une hypothèque.
- Maintenance de patrimoines immobiliers
- Maison
- Maison passive
- Maison solaire passive
- Mandant
- Mandat
- Mandataire
- Manoir
- Marchand de sommeil
- Marché immobilier
- Maison en meulière
- Mitoyenneté
- Monuments Historiques
- Mutation

- Haut – A
- B
- C
- D
- E
- F
- G
- H
- I
- J
- K
- L
- M
- N
- O
- P
- Q
- R
- S
- T
- U
- V
- W
- X
- Y
- Z
- 0-9

## N
- Négociateur immobilier
- Notaire : officier ministériel chargé de recevoir ou rédiger des actes et des contrats, leur conférant ainsi l'authenticité les rendant incontestables.
- Nue-propriété : droit que conserve le propriétaire d'un bien faisant l'objet d'un démembrement de la propriété à la suite d'un droit usufruit.

- Haut – A
- B
- C
- D
- E
- F
- G
- H
- I
- J
- K
- L
- M
- N
- O
- P
- Q
- R
- S
- T
- U
- V
- W
- X
- Y
- Z
- 0-9

## P
- Panneau immobilier
- Panneau solaire photovoltaïque
- Panneau solaire thermique
- Parc de bureaux
- Parc immobilier : ensemble de logements ou d'immeubles servant à une même fin dont dispose une collectivité, un organisme ou une société.
- Parc industriel
- Parties communes
- Patrimoine immobilier
- Permis de construire (France, Québec) : autorisation administrative obligatoire délivrée en vue de la construction d'un édifice.
- Pierre de taille (matériau de construction)
- Plan d'aménagement général (PAG, France)
- Plan d'aménagement de zone (PAZ, France)
- Plan d'aménagement et de développement durable : Voir Plan local d'urbanisme (France)
- Plan d'occupation des sols (POS) (France) : document définissant les règles générales et les servitudes attachées aux différentes parcelles des sols situées sur une commune.
- Plan de prévention des risques (PPR) (France)
- Plan de sauvegarde et de mise en valeur (PMSV) (France)
- Plan de zonage Voir zonage
- Plan local d'urbanisme (PLU) (France) : document d'urbanisme fixant les règles générales et les servitudes d'utilisation des sols d'une commune, permettant d'organiser et de prévoir son développement.
- Plus-value
- Politique de la ville en France
- Pont thermique
- Pré-location
- Préemption
- Prescription acquisitive
- Prêt à l'accession sociale (France)
- Prêt à taux zéro plus (PTZ+) (France)
- Prêt bonifié
- Prêt conventionné (France)
- Prêt Employeur (1 % patronal) (France)
- Prêt épargne logement (France)
- Prêt locatif intermédiaire (France)
- Prêt locatif social (France)
- PRET PASS-TRAVAUX (France)
- Prime à l'amélioration des logements à usage locatif et à occupation sociale
- Privilège Prêteur de Deniers
- Prix de l'immobilier
- Programme national de revitalisation des quartiers anciens dégradés (PNRQAD)
- Promoteur immobilier

- Haut – A
- B
- C
- D
- E
- F
- G
- H
- I
- J
- K
- L
- M
- N
- O
- P
- Q
- R
- S
- T
- U
- V
- W
- X
- Y
- Z
- 0-9

## Q
- Quittance : justificatif envoyé au locataire par la propriétaire d'un logement pour le paiement du loyer et de ses charges.

- Haut – A
- B
- C
- D
- E
- F
- G
- H
- I
- J
- K
- L
- M
- N
- O
- P
- Q
- R
- S
- T
- U
- V
- W
- X
- Y
- Z
- 0-9

## R
- Registre foncier
- Règle de constructibilité limitée (France)
- Règlement national d'urbanisme (RNU) (France)
- Réglementation thermique française
- Renouvellement et non-renouvellement du bail commercial
- Rente viagère : rente versée jusqu'au décès de son titulaire.
- Résidence principale
- Résiliation d'un bail commercial
- Résidence secondaire
- Restauration immobilière
- Rurbanisation

- Haut – A
- B
- C
- D
- E
- F
- G
- H
- I
- J
- K
- L
- M
- N
- O
- P
- Q
- R
- S
- T
- U
- V
- W
- X
- Y
- Z
- 0-9

## S
- Schéma de cohérence territoriale (SCoT) (France)
- Schéma directeur (SD) (France)
- Scoring de crédit
- Servitude
- Servitude d'utilité publique
- Société d'aménagement foncier et d'établissement rural (SAFER) (France)
- Société de cautionnement
- Spot zoning
- Surface de plancher des constructions (SPC) (France)
- Surface hors œuvre brute (SHOB) (France avant 2012)
- Surface hors œuvre nette (SHON) (France avant 2012) : surface de plancher d'une construction obtenue sans tenir compte des combles et sous-sols non aménageables pour l'habitation, les toitures-terrasses, les balcons et les parties non-closes en rez-de-chaussée, les bâtiments aménagés en vue du stationnement de véhicules.
- Surface habitable (SH) (France) : surface déterminée en tenant compte uniquement des surfaces recensées pour l'habitation.
- Surface Utile
- Superficie Carrez (France)
- Sustainable Building Alliance
- Spéculation immobilière
- Syndic de copropriété : organisation élue pour assurer la gestion courante d'un immeuble, de la comptabilité à l'application du règlement de vie de l'immeuble. Est désignée par vote d'une assemblée générale de propriétaires.
- Syndicat de copropriété : collectivité représentant l'ensemble des propriétaires d'un immeuble répondant au régime de la copropriété.

- Haut – A
- B
- C
- D
- E
- F
- G
- H
- I
- J
- K
- L
- M
- N
- O
- P
- Q
- R
- S
- T
- U
- V
- W
- X
- Y
- Z
- 0-9

## T
- Taxe d'aménagement
- Taxe locale d'équipement
- Taxe foncière
- Taxe sur les bureaux
- Terrain (immobilier)
- Terrain constructible
- Textes relatifs au bail commercial

- Haut – A
- B
- C
- D
- E
- F
- G
- H
- I
- J
- K
- L
- M
- N
- O
- P
- Q
- R
- S
- T
- U
- V
- W
- X
- Y
- Z
- 0-9

## U
- Unité de voisinage
- Urbanisme
- Usage optimal
- Usine
- Usucapion
- Usufruit : droit donnant à une personne de percevoir et utiliser les revenus d'un bien dont une autre personne garde le droit de disposer.
- Utilisateur d'espace

- Haut – A
- B
- C
- D
- E
- F
- G
- H
- I
- J
- K
- L
- M
- N
- O
- P
- Q
- R
- S
- T
- U
- V
- W
- X
- Y
- Z
- 0-9

## V
- Valeur à neuf
- Valeur locative
- Valeur locative des locaux commerciaux
- Vente immobilière
- Vente en état futur d'achèvement (VEFA) (France) : vente sur plan intervenant avant l'achèvement du programme. L'acquéreur devient propriétaire du sol et du logement acquis au fur et à mesure de sa construction.
- Viager
- Villa
- Villégiature
- Vitrage à isolation renforcée
- Vitrine

- Haut – A
- B
- C
- D
- E
- F
- G
- H
- I
- J
- K
- L
- M
- N
- O
- P
- Q
- R
- S
- T
- U
- V
- W
- X
- Y
- Z
- 0-9

## Z
- Zonage
- Zonage résidentiel
- Zone d'aménagement concerté ou ZAC (France)
- Zone d'aménagement différé (France)
- Zone de protection du patrimoine architectural, urbain et paysager (ZPPAUP) (France)
- Zone à urbaniser en priorité (ZUP) (France)

- Haut – A
- B
- C
- D
- E
- F
- G
- H
- I
- J
- K
- L
- M
- N
- O
- P
- Q
- R
- S
- T
- U
- V
- W
- X
- Y
- Z
- 0-9